# 亚力希欧·波尼
阿莱西奥·博尼（Alessio Boni，1966年6月4日—）是一名意大利演员，又译阿莱索·邦尼、阿莱尼奥·博尼、亚雷西欧·波尼。波尼1966年7月生于意大利的北部小城萨尔尼科。通晓英语和法语。1992年，就读于罗马国家戏剧学院（Accademia Nazionale di Arte Drammatica Silvio D'Amico）学习戏剧表演。他最成功的角色是在好莱坞电影《致命伴旅》（2010）中饰演的Sgt. Cerato，该片以1亿美元的预算获得了2.78亿美元的全球票房总收入。